# Hell Creek

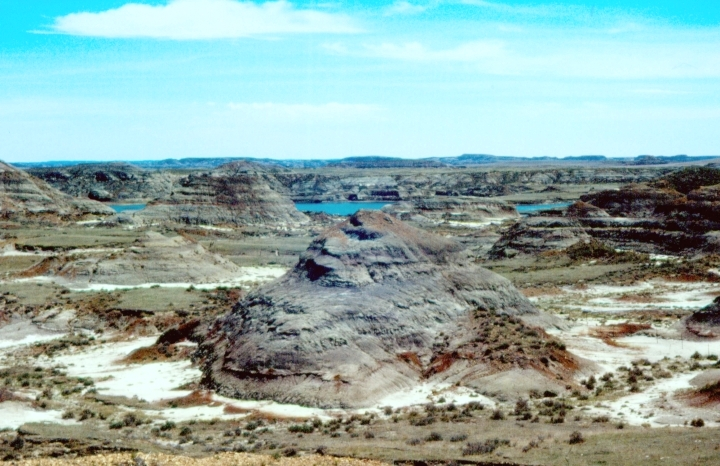
Scenérie badlands v souvrství Hell Creek

Souvrství Hell Creek (v překladu „pekelný potok/říčka“) je intenzivně studované geologické souvrství pocházející z období nejsvrchnější křídy (stupeň maastricht) a nejstaršího paleocénu (třetihor). Poslední populace druhohorních dinosaurů žily v jeho ekosystémech v období od 67,2 až po 66,0 milionu let. Název dostalo podle stejnojmenné říčky tekoucí nedaleko města Jordan v Montaně (USA). Stejného geologického stáří je například souvrství Lance ve Wyomingu, dále souvrství Scollard nebo souvrství Frenchman na jihu Kanady. Hell Creek patří mezi nejbohatší souvrství s objevy posledních žijících druhohorních dinosaurů.

## Charakteristika
Toto geologické souvrství zahrnuje zhruba posledních 1,2 milionu let svrchní křídy, konkrétně dobu před 67,2 až 66,0 miliony let. Kromě státu Montana se sedimenty tohoto souvrství vyskytují také v Severní Dakotě, Jižní Dakotě a Wyomingu. Nejznámější fosilie zahrnují především pozůstatky dinosaurů, včetně populárních rodů Triceratops, Tyrannosaurus a dalších (viz přehled níže). Kromě toho se zde nachází ohromné množství fosílií dalších obratlovců, ale také otisků rostlin a bezobratlých. Právě v tomto souvrství byla objevena převážná většina exemplářů tyranosaura, a to včetně vůbec prvního z nich, vykopaného roku 1902 Barnumem Brownem.
Mezi významné objevy z tohoto souvrství patří například také dochované měkké tkáně a biomolekuly ve fosiliích některých dinosaurů, jako je například exemplář druhu Tyrannosaurus rex, označovaný jako "B-rex" (sbírkové označení MOR 1125, instituce Museum of the Rockies), objevený v roce 2000 nedaleko přehradní nádrže Fort Peck.
Mezi velmi zajímavé lokality z úplného konce křídy patří pozoruhodná lokalita "Tanis", nacházející se na území Severní Dakoty. Byla datována na 65,76 (+- 0,15) milionu let a zachycuje zřejmě usazeniny z doby pouhých desítek minut až hodin po dopadu planetky Chicxulub, která se srazila se zemí o 3000 kilometrů jižněji.

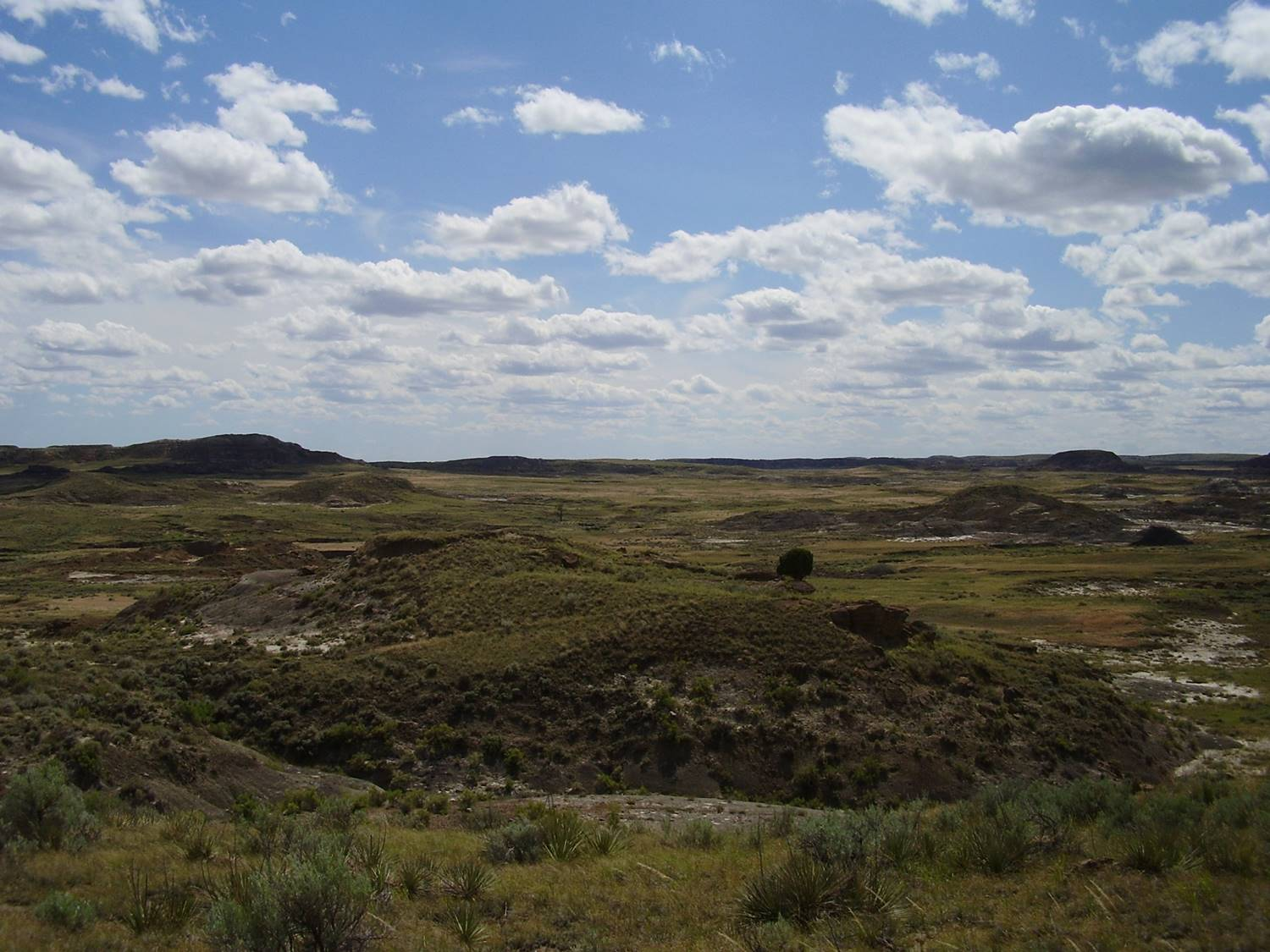
Pustiny Badlands ve východní Montaně. V této oblasti bylo objeveno velké množství fosilií posledních neptačích dinosaurů

Dobře je zde patrná také vrstvička iridia, pocházející zřejmě právě od dopadu zmíněného vesmírného tělesa na konci druhohor před asi 66,0 miliony let. Reprezentativní fosilie z tohoto souvrství jsou uloženy především v Museum of The Rockies v Bozemanu (Montana). Kurátorem paleontologických sbírek tohoto muzea byl až do roku 2017 populární paleontolog Jack Horner.

## Paleoekologie souvrství Hell Creek
Souvrství Hell Creek reprezentuje přibližně 1 až 1,5 milionu let končícího období křídy a neranější období paleocénu. Výzkum T. Lysona a N. Longriche, publikovaný v říjnu roku 2010 ukázal, že dinosauři v tomto souvrství nežili v jediném ekosystému, nýbrž že preferovali různá prostředí, a tím si potravně nekonkurovali. Fosilie kachnozobých dinosaurů jsou známé především z vápenců (říční koryta) a zkameněliny rohatých dinosaurů zase z jílovců (záplavové nížiny dále od řek). Naproti tomu tyranosauři se vyskytovali zhruba stejně často v obou prostředích. Studie z roku 2011 shrnuje sčítání druhů v rámci 11 let trvajícího projektu Hell Creek Project, při kterém byly objeveny stovky nových exemplářů. Zajímavé je, že zatímco podle očekávání je nejpočetnějším rodem dinosaura z tohoto souvrství ceratopsid Triceratops, hned na druhém místě je obří teropod Tyrannosaurus, o kterém se předpokládalo, že nebyl ani zdaleka tak početným rodem. Až na třetím místě se z hlediska početnosti nachází kachnozobý dinosaurus Edmontosaurus. Podrobný součet fosilních exemplářů z roku 2018, objevených za víc než 130 let výzkumů v souvrství Hell Creek a Lance ukázal, že již bylo objeveno nejméně 653 dinosauřích exemplářů, přičemž zdaleka nejpočetnějším rodem byl Triceratops (přes 335 exemplářů).
Stále však není jasné, do jaké míry ovlivňuje naše znalosti o tehdejší biotě výběrovost fosilních objevů. Významné je toto souvrství rovněž výzkumem evoluce a odolnosti rostlin, které zde byly přítomny v době katastrofy K-Pg.

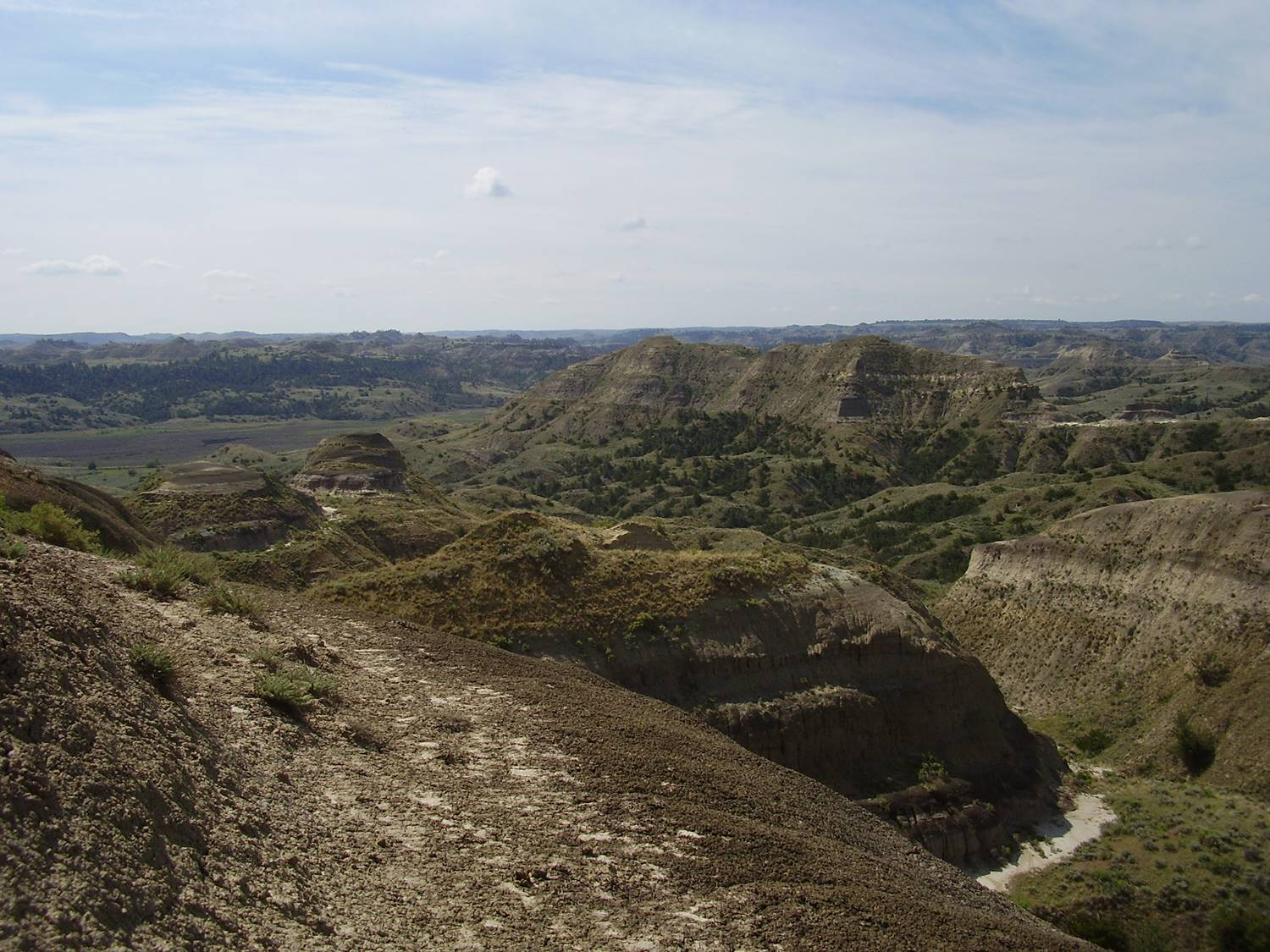
Výhled do terénu Hell Creek State Park ve východní Montaně (souvrství Hell Creek). V těchto místech byl roku 1902 objeven první exemplář druhu T. rex.

## Seznam organismů ze souvrství Hell Creek
Kromě níže uvedených rodů se v souvrství vyskytují také četné fosilie několika druhů žraloků a rejnoků (paryb), kostnatých ryb, krokodýlů, želv (které jsou zde obzvláště početné a druhově rozmanité) i jiných obratlovců (obojživelníci, plazi, savci) a četných bezobratlých. Impresivní sbírku tvoří také rostliny. Množství dinosauřích druhů však ještě nebylo vědecky popsáno. Fosilní otisky stop dinosaurů jsou v souvrství Hell Creek velmi vzácné. V roce 2007 objevil britský paleontolog Phillip Manning pravděpodobný otisk stopy druhu Tyrannosaurus rex na území Montany, tento otisk o délce 74 cm byl potom formálně popsán roku 2008. K začátku roku 2018 bylo v tomto souvrství s jistotou známo asi 22 rodů druhohorních (tzv. neptačích) dinosaurů.
V sedimentech souvrství Hell Creek byly objeveny i vzácné fosilie ptakoještěrů. Paleontologové předpokládali, že na úplném konci období křídy, tedy krátce před hromadným vymíráním před 66 miliony let, byli pterosauři už pouze vymírající skupinou s velice nízkou biodiverzitou (v podstatě už tehdy měly existovat pouze obří formy specializovaných azhdarchidů, kterým přímo ekologicky nekonkurovali mnohem menší zástupci ptáků). Novější výzkumy z Maroka, USA, Kanady i odjinud ale ukazují, že druhová rozmanitost ptakoještěrů byla v globálním rozsahu stále vysoká i krátce před vymíráním (zhruba v posledním milionu let křídy), a to například i v ekosystémech geologického souvrství Hell Creek, ze kterého známe populární dinosaury, jako je Tyrannosaurus rex nebo Triceratops horridus.

### Chrupavčité ryby
- Ischyrhiza
- Lonchidion
- Myledaphus

### Kostnaté ryby
- Acipenser
- Belonostomus
- Coriops
- Lepisosteus
- Palaeolabrus
- Paleopsephurus
- Paralbula
- Platacodon
- Protamia
- Protoscaphirhynchus

### Obojživelníci
- Barbourula
- Eopelobates
- Habrosaurus
- Lisserpeton
- Opisthotriton
- Proamphiuma
- Prodesmodon
- Scapherpeton
- Scotiophryne

### Želvy
- Adocus
- Compsemys
- Eubaena
- Gamerabaena
- Trionyx

### Mosasauři
- Mosasaurinae indet. (izolované zuby a jeden in situ objev části lebky a obratle ze sedimentů geologického členu Breien)[25][26]

### Teropodiaptáci
- Acheroraptor
- Anzu
- Avisaurus
- Brodavis
- Dakotaraptor
- cf. Dromaeosaurus (Dromaeosauridae)
- Eoneophron[27]
- Leptorhynchos
- Nanotyrannus (možná jen mládě rodu Tyrannosaurus)[28][29]
- "Orcomimus"
- Ornithomimus
- Paronychodon
- Potamornis
- Richardoestesia
- Struthiomimus
- Trierarchuncus (poslední známý zástupce čeledi Alvarezsauridae)[30]

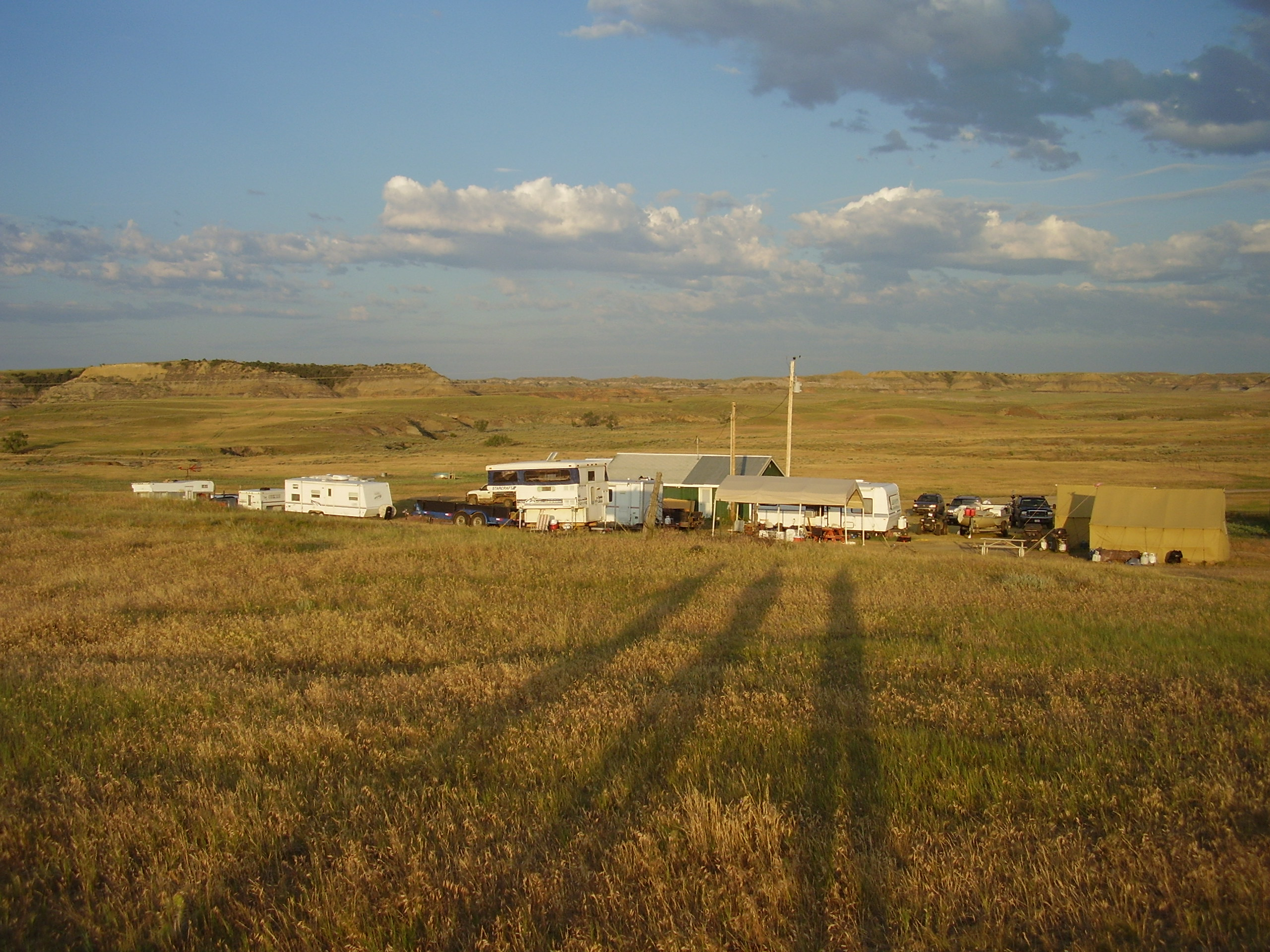
Paleontologický terénní tábor ve východní Montaně - souvrství Hell Creek (červen 2009).

- Troodon
- Tyrannosaurus[31]

### Ptakopánví dinosauři
- Ankylosaurus
- Bugenasaura
- Denversaurus?
- Dracorex
- Edmontonia
- Edmontosaurus
- cf. Leptoceratops (Leptoceratopsidae)
- Pachycephalosaurus
- Sphaerotholus[32]
- Stygimoloch
- Tatankaceratops
- Thescelosaurus
- Torosaurus
- Triceratops
- Triceratopsini indet.[33]

### Ptakoještěři
- Infernodrakon hastacollis
- cf. Quetzalcoatlus (Azhdarchidae)[34]

### Rostliny
- Metasequoia (není zřejmě zcela identická se současnou)

Fauna ekosystémů souvrství Hell Creek - schematický přehled

- Cobbania
- Niemia
- Ginkgo

ad.

## V literární fikci
Ekosystémy souvrství Hell Creek se staly místem děje několika vědecko-fantastických knih a románů, pojednávajících obvykle o fiktivní cestě časem do doby dinosaurů. Mezi nimi jde například o román Cretaceous Dawn (2008) nebo Poslední dny dinosaurů (2016). O životě dinosaurů i dalších organismů v tomto souvrství pojednává například česká kniha Dinosauři od Pekelného potoka.

### Česká literatura
- Socha, V.: Dinosauři od Pekelného potoka, Motto, Praha 2010
- Socha, V.: Poslední dny dinosaurů, Radioservis, Praha 2016